# یوهانا راسموسن
یوهانا راسموسن (انگلیسی: Johanna Rasmussen؛ زادهٔ ۲ ژوئیهٔ ۱۹۸۳) بازیکن فوتبال اهل دانمارک است.
از باشگاه‌هایی که در آن بازی کرده‌است می‌توان به اومئا آی‌کی، آتلانتا بیت، مجیک‌جک، و باشگاه فوتبال لینشوپینگ اشاره کرد.
وی همچنین در تیم‌های ملی فوتبال Denmark women's national under-19 football team, Denmark women's national under-21 football team، و زنان دانمارک بازی کرده‌است.